# Церковь Сошествия Святого Духа (Шкинь)
Церковь Сошествия Святого Духа — приходской православный храм в селе Шкинь городского округа Коломна Московской области. Входит в состав 2-го Коломенского благочиния Коломенской епархии Русской православной церкви.

## История
Старинное торговое село Шкинь в XVIII веке принадлежало роду московских бояр Бибиковых. В имении находилась деревянная церковь Святого Архистратига Михаила.
В 1762 году владельцем села И. А. Друцким-Соколинским была получена храмозданная грамота на построение в селе Шкинь вместо старого обветшавшего деревянного храма Святого Архистратига Михаила нового каменного храма Преображения Господня с приделом в честь Архистратига Михаила .
В 1795—1800 годах выстроена каменная церковь на средства владельца имения армии бригадира и кавалера Гаврилы Бибикова. Авторство церкви приписывается Родиону Казакову, а строился храм под непосредственным наблюдением губернского архитектора И. А. Селехова, в то время работавшего в Шкини. Открыта церковь в 1800 году.
Богослужения в Духовской церкви прекратились в 1930-х годах. Разорён храм был в 1960-х годах, когда там устроили склад. В начале 1990-х храм стоял в запустении. В это время там отыскали икону с изображением преподобного Серафима Саровского. С этого момента началось возрождение церковной общины.
Первое богослужение было совершено 7 апреля 1996 года в день Благовещения Пресвятой Богородицы. Службы в церкви совершаются каждую субботу — Всенощное бдение и каждое воскресенье — Божественные литургии. Богослужения проводятся в дни великих и двунадесятых праздников и в дни чтимых икон.
В 1994 году была зарегистрирована церковная община. В 1998 году начались реставрационные работы. В последующие годы удалось восстановить колокольню, повесить колокола, восстановить церковную ограду, в 2003 году в храме установили иконостас. В 2003 году в дни празднования 100-летнего юбилея прославления Серафима Саровского первая Божественная литургия совершена в главном храме — Сошествия Святого Духа.

## Описание
Церковь представляет собой двухколоколенный храм. С точки зрения архитектуры эта церковь является типичным образцом московского классицизма. К церкви имеются пристройки — Михаило-Архангельский и Никольский приделы, в которых расположена трапезная храма.
Свято-Духовская церковь является архитектурным аналогом Троицкого собора, принадлежащего Александро-Невской лавре города Санкт-Петербурга. По внешнему виду контрастирует с соседними сельскими храмами. В настоящий момент не всё из отделки сохранилось — ранее храм имел более богатое убранство.
Рядом с церковью находится могила Д. И. Васильева (умер в 1884 году) — юродивого Данилушки — блаженного Даниила, покровителя строителей, память которого чтят в селе.
В настоящий момент церковь принадлежит Русской православной церкви.
Настоятель: священник Дионисий Киндюхин.